# Bernhard Schneider (Historiker)
Bernhard Schneider (* 9. Juli 1958 in Zürich) ist ein Schweizer Historiker und Publizist.

## Leben
Das Studium der Geschichte, deutschen Literatur und Philosophie an der Universität Zürich schloss er 1983 bei Hans Conrad Peyer mit einer Arbeit über die Zürcher Zunftumwälzung von 1336 unter der Führung von Rudolf Brun ab, die er in einen europäischen Kontext stellte. Er arbeitete als freier Journalist, Publizist und Historiker, leitete das SRG-Projekt «Alltag in der Schweiz seit 1300». 1991 bis 2001 war er in der Programmleitung DRS 1, heute Radio SRF 1, zuständig für die Wortsendungen. 2001 verliess er DRS 1 und gründete eine Kommunikationsagentur. Von 2006 bis 2014 war er Präsident des Theaterhauses Gessnerallee, 2016 bis 2023 Mitglied des Vorstandes des Schweizer Verbandes für Krisenkommunikation. Seit 2009 gehört er dem Stiftungsrat der Stiftung Wohnraum für jüngere Behinderte WFJB an. 2018 und 2022 wurde er zum Präsidenten der Rechnungsprüfungskommission der Gemeinde Rüschlikon gewählt.
Seine Bücher publizierte er anfangs im Auftrag von Gemeinden, anschliessend im Chronos Verlag und seit 2009 im seiner Agentur angegliederten Verlag. Seine wichtigsten Forschungsschwerpunkte betreffen die ländliche Gesellschaft des Schweizer Mittellandes vom Hochmittelalter bis zum 20. Jahrhundert sowie, im Rahmen seiner Dozententätigkeit an der HWZ, der Hochschule für Wirtschaft Zürich, die Kommunikationspsychologie.

## Werke
- Geschichte der Gemeinde Knonau, Gemeinde Knonau 1982.
- Aus 800 Jahren Wettswiler Geschichte, Gemeinde Wettswil am Albis 1984.
- Ottenbachs Bevölkerung im Wandel der Zeit. Gemeinde Ottenbach 1986.
- Von den Klostergütern zur selbstständigen Gemeinde – Kappel am Albis im Wandel der Zeit, Chronos Verlag 1988.
- Ellikon an der Thur: Vom Streitobjekt zwischen Zürich und Frauenfeld zur eigenständigen Gemeinde, Chronos Verlag 1989.
- Die eigenständige Entwicklung der Gemeinde Maschwanden, Chronos Verlag 1991.
- als Herausgeber: Alltag in der Schweiz seit 1300 / La Suisse au cotidien depuis 1300 / La vita quotidiana in Svizzera dal 1300, Chronos Verlag / Zoe / Dadò 1989.
- Weisslingen, Chronos Verlag 1993.
- Die Neuzeit von Bauma, in: Geschichte der Gemeinde Bauma; Bd. 1, S. 255–329, Gemeinde Bauma 1994.
- Kleine Geschichte der Kommunikation / Petite histoire de la communication, Swisscom Schulen ans Internet 2007.
- Die Entwicklung von Altikon seit dem Ersten Weltkrieg, Verlag Schneider Communications 2009.
- George Gessler – ein Leben in Bildern, Verlag Schneider Communications 2009.
- mit Stefan Sutter: Leistungserfassung sozialer Einrichtungen, Subjektbezogene Instrumente für Menschen mit Behinderung, Verlag Schneider Communications 2009.
- Blicke auf Rickenbach ZH seit dem Ersten Weltkrieg, Verlag Schneider Communications 2010.
- mit Helmut Meyer: Geschichte der Evangelischen Gesellschaft, Mitteilungen der Antiquarischen Gesellschaft Zürich, Chronos Verlag 2011.
- Drehen am Rad der Zeit, Geschichten aus der Umgebung moderner Bauten, Lesebuch zum 20-jährigen Jubiläum der Baubüro Egli GmbH, Verlag Schneider Communications 2011.
- mit Erika Schmid (Gestaltung): Kontraste in Rüschlikon, Verlag Schneider Communications 2013.
- mit Salomon Schneider und Erika Schmid (Gestaltung): Ottenbach erzählt. Die jüngere Geschichte und Gegenwart der Gemeinde, Verlag Schneider Communications 2014.
- 700 Jahre im Überblick: Das Knonaueramt – die Stadt Zürich – die Eidgenossenschaft, Verlag Schneider Communications 2016.
- Kommunikationsstrategien für Gemeinden im Zeitalter der Digitalisierung, HWZ Working Paper Series Nr. 1, 4/2019.[9]
- 100 Jahre Turnverein Rickenbach: Turnen, Festen und Organisieren, Verlag Schneider Communications 2021.
- Die Entwicklung der Kommunikationsstile nach Schulz von Thun bei Gatekeeper und Zielpublika, HWZ Working Paper Series Nr. 1, 1/2021.[10]
- mit Michael Böhler: Goethe, Tell und der Stäfner Handel, Verlag Schneider Communications 2023.
- 6000 Jahre im Überblick: Geschichte von Stäfa, Verlag Schneider Communications 2023.
- 4000 Jahre Kappel am Albis im Überblick: Kappel, Uerzlikon, Hauptikon, Verlag Schneider Communications 2023.
- Die Geschichte von Stallikon: Von sagenhaften Burgen, ihren Herren und Untertanen zur vielseitigen Gemeinde, Verlag Schneider Communications 2024.